# Fuerte de Praia Vermelha

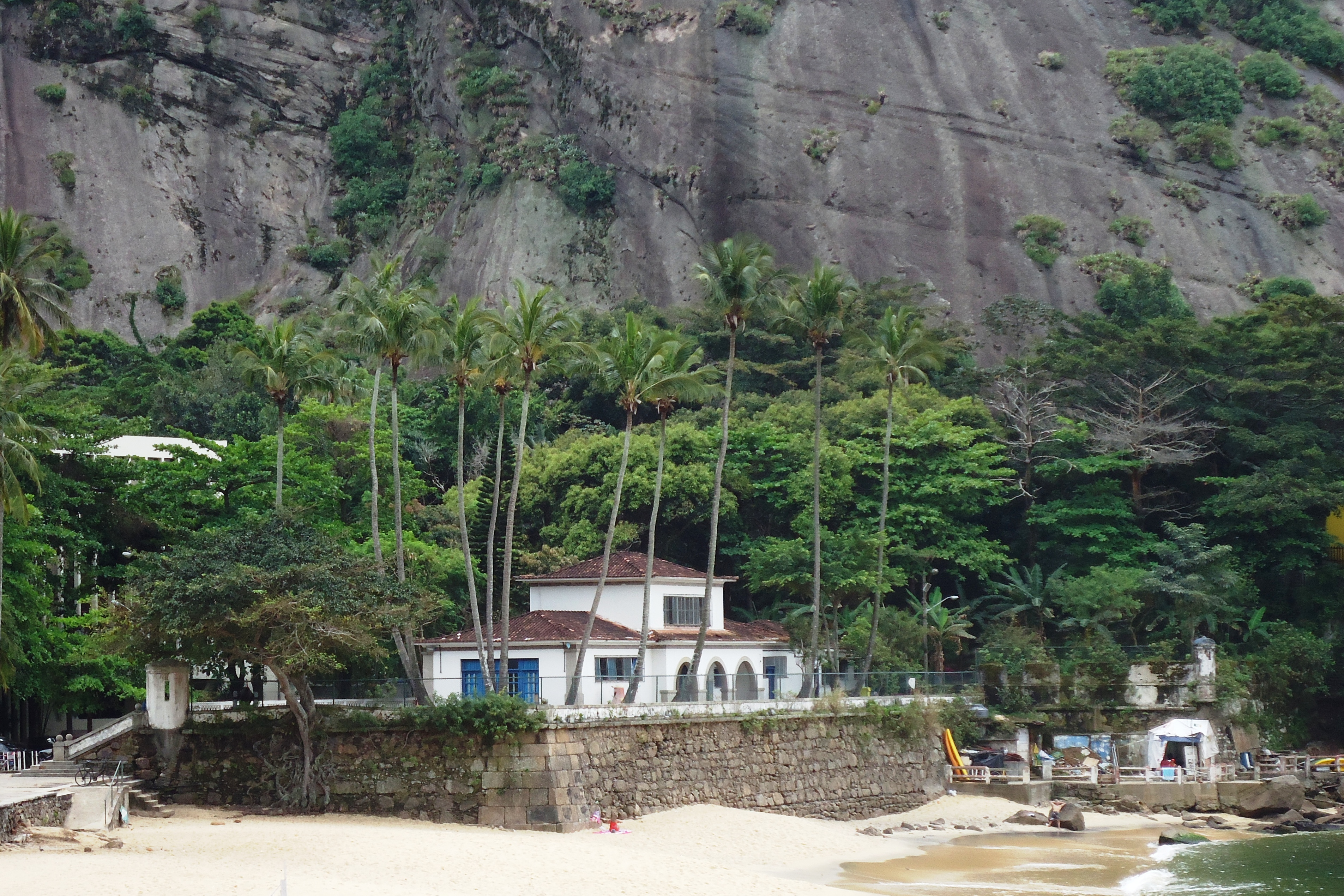
Fuerte de Praia Vermelha, Río de Janeiro: antiguo baluarte con una garita en su cima.

El Fuerte de Praia Vermelha era un fuerte ubicado en Praia Vermelha (actual barrio de Urca) en la ciudad de Río de Janeiro, Brasil. 

## Historia
Fue construido para la defensa de la playa antes de 1701 de la que existe un grabado del ingeniero Gregório Gomes. Su posición era estratégica ya que por ahí se podía acceder a la ciudad de Río de Janeiro sorteando sus defensas. En agosto de 1710, el fuerte repelió un asalto del corsario francés Jean-François Duclerc (1671-1711). Estaba artillado, en la época de la invasión de René Duguay-Trouin en 1711, con 12 piezas. Una fuente francesa de la época indica, sin embargo, 14 piezas. 
Fue reconstruido en el gobierno del virrey Antônio Álvares da Cunha (1763-1767) con la construcción de un baluarte de piedra y cal hacia el mar y dos medios bastiones lentados entre el morro de Urubu/Babilonia y el morro del Telégrafo (actual Morro de Urca). Fue ampliado por el virrey Luís de Almeida Portugal (1769-1779). En 1857 pasó a albergar la Escuela Militar.
En el siglo XX, luego de que la escuela fuera cerrada debido a la Revuelta de la vacuna, el edificio fue utilizado como "Pabellón de las Industrias" en la Exposición Nacional Conmemorativa del Primer Centenario de la Apertura de los Puertos del Brasil. Entre 1910 y 1920, el edificio albergó a la Escuela del Estado Mayor y entre 1921 y 1935, al 3° Regimiento de Infantería. Este regimiento participó en la Intentona Comunista de 1935. Luego de ser bombardeado duramente por tierra, mar y aire, el fuerte fue demolido. 
Actualmente, de la antigua fortificación sólo quedan en pie dos baluartes en las extremidades de la playa.